# Гиндева, Виолета
Виолета Панайотова Гиндева (14 июня 1946, Сливен, Третье Болгарское царство — 21 апреля 2019, София, Болгария) — болгарская актриса.

## Биография
Гиндева родилась в Сливене в 1946 году. Она изучала драматическое искусство у профессора Желчо Мандаджиева и профессора Гриши Островского в Национальной академии театрального и киноискусства им. Крыстё Сарафова. Окончила академию в 1968 году.
В 1971 году она была среди ведущих актёров, сыгравших в скандальном телефильме «Демонат на империята» («Демон империи»). В фильме о национальном герое Василе Левском была дерзкая история в стиле «вестерн», от которой чуть не отказались после протестов против того, как она высмеивала турецкую армию. 
В начале 1970-х Гиндева была уволена Александром Гетманом, когда она отказалась сделать аборт, чтобы продолжить играть в Национальном театре. Позже она вернулась в театр, но Васил Стефанов уволил её в 1993 году. Она сказала, что это потому, что она возражала против политики увольнения пожилых актёров. По её мнению, актёры любого возраста всегда достойны и нужны.
После непростых для актрисы времён она обратилась к политике и с 2003 по 2007 год избиралась заместителем мэра Пазарджика. Примерно через 20 лет без актёрского ремесла она вернулась к актёрскому мастерству в Болгарском национальном театре. За два года до того, как она умерла в Софии в 2019 году, она сыграла роль в американской комедии Кена Людвига «Луна над Баффало» в версии Росицы Обрешковой. В 2018 году она начала преподавать в Пловдивском университете; её ассистентом был Михаил Ботевский.

## Фильмография
- «Чёрные ангелы»[3]
- «Приключения Авакума Захова»
- «Невестка», 1971
- «Демон империи», 1971 (для телевидения)[5]
- «Принц», 1970[4]
- «Свадьба Джона Ассена», 1975[4]